# Sara Johnsen
Pour les articles homonymes, voir Johnsen.
Sara Johnsen, née le 4 mars 1970 à Oslo (Norvège), est une réalisatrice et scénariste norvégienne.

## Filmographie partielle

### Au cinéma
- 2005 : Kissed by Winter
- 2009 : Upperdog
- 2012 : All That Matters Is Past (Uskyld)
- 2016 : Rosemari

## Récompenses et distinctions
- Prix Kanon du meilleur espoir (2005 et 2009)
- Prix Kanon du meilleur scénario (2005 et 2009)
- Filmkritikerprisen (2006 et 2010)
- Arne-Skouen-Ehrenpreis (2012)